# Gram Parsons

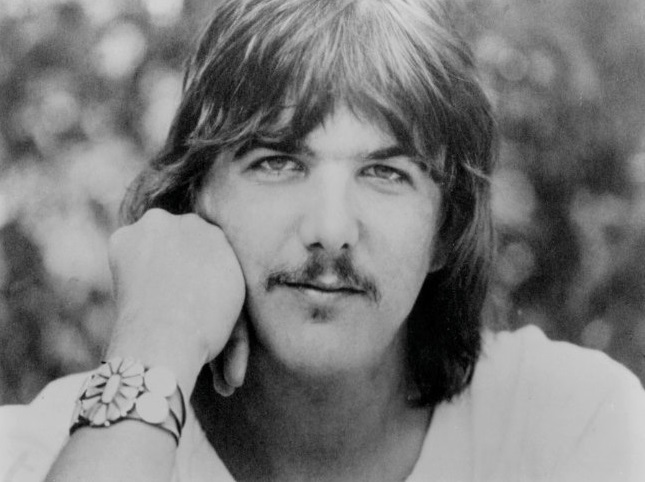
Gram Parsons, 1972

Gram Parsons (* 5. November 1946 als Cecil Ingram Connor III in Winter Haven, Florida; † 19. September 1973 in Joshua Tree, Kalifornien) war ein US-amerikanischer Musiker und Komponist. Er gilt als einer der wegweisenden Vertreter des Country-Rock.

## Biografie

### Anfänge
Gram Parsons stammte aus einer begüterten, aber emotional zerrütteten, traditionsreichen Südstaaten-Familie. Seine Mutter Avis entstammte der reichen Familie Snively, die mit Zitronen- und Orangenhandel in den 1950er Jahren ein Vermögen verdient hatte. Snively Groves galt als der größte Versender von frischen Früchten in ganz Florida. Grams Vater Cecil „Coon Dog“ Connor jr., der Sohn eines reichen Handelsmannes aus Columbia, Tennessee, starb durch Suizid, als Gram zwölf Jahre alt war. Seine Mutter heiratete dann Robert Ellis Parsons, der Gram und seine kleine Schwester Avis adoptierte. Die Mutter starb 1965 an einer Alkoholvergiftung.
Mit neun Jahren erhielt Gram Klavierunterricht, mit 14 spielte er in einer lokalen Rock’n’Roll-Band. Während seiner Highschoolzeit war Gram Mitglied der Bands The Pacers, The Legend und The Shilos. Nach seinem Schulabschluss studierte er ein Semester lang Theologie an der Harvard University. Seine Hauptinteressen waren allerdings Musik und Drogen. In dieser Zeit gründete er zusammen mit John Nuese, Ian Dunlop und Mickey Gauvin die International Submarine Band, mit der er bald darauf nach New York und 1967 weiter nach Los Angeles zog.

### Karriere
In Los Angeles nahm die International Submarine Band ihr einziges Album Safe at Home auf, das von Lee Hazlewood produziert wurde. Mangels Erfolg löste sich die Band dann aber bald auf und Gram Parsons wurde auf Vermittlung von Chris Hillman 1968 als Pianist und Keyboarder von den Byrds engagiert; tatsächlich spielte er aber dann vor allem Gitarre, sang und lieferte Songs. In dieser Zeit entstand das legendäre Album Sweetheart of the Rodeo, das als erstes Country-Rock-Album überhaupt gilt und maßgeblich von Parsons geprägt wurde.
Nach wenigen Monaten verließ dieser die Byrds und gründete mit Chris Hillman sowie Sneaky Pete Kleinow, Jon Corneal und Chris Ethridge die Flying Burrito Brothers. 1969 erschien ihr Debütalbum Gilded Palace of Sin, das kommerziell zwar floppte, aber großen Einfluss auf andere Musiker hatte, so auch auf die Rolling Stones.
Parsons freundete sich mit Keith Richards an, dessen Leidenschaft für harte Drogen er teilte, und er verbrachte viel Zeit mit den Stones. Richards lernte dank Parsons verschiedene Country-Stile kennen. Umgekehrt machte Richards Parsons mit seinen alten Blues-Helden wie B.B. King vertraut. Nur noch halbherzig wirkte Parsons am zweiten Album der Flying Burrito Brothers, Burrito Deluxe, mit und wurde anschließend wegen seiner durch die Drogensucht bedingten Unzuverlässigkeit (vor allem auch auf der Bühne) gefeuert. Eine Zeitlang tourte und arbeitete er mit den Stones zusammen, wobei er sie mit seinem Interesse an Country stark beeinflusste (z. B. bei den Stones-Songs Country Honk oder Wild Horses, das die Burritos sogar eher herausbringen durften als die Stones).
1971 zog es ihn wieder nach Los Angeles zurück, wo er eine eigene Band zusammenstellte, die Fallen Angels Band, und als Duettpartnerin auf Empfehlung von Chris Hillman die damals noch kaum bekannte Emmylou Harris anheuerte. Ein Jahr später erschien trotz zunehmender Drogensucht sein Debütalbum GP. Es folgten eine kurze Live-Tour und im Spätsommer 1973 die Aufnahmen zu Grievous Angel. Das Album erschien postum 1974.

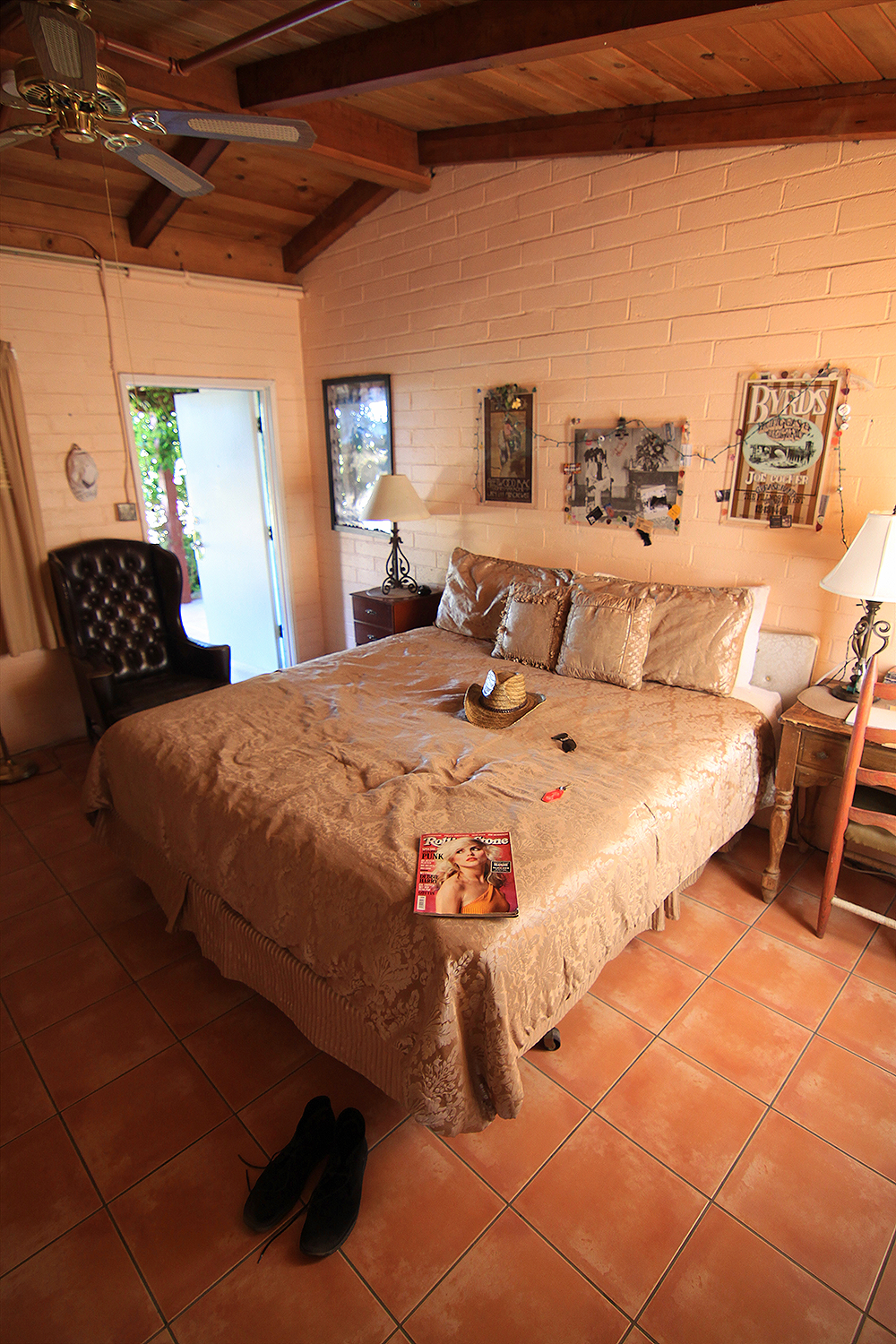
Room 8, „Gram Parsons Room“ im Joshua Tree Inn

### Tod
Im Alter von 26 Jahren starb er vermutlich an den Folgen einer Überdosis Heroin und Alkohol – die genauen Todesumstände wurden nie geklärt – bei der kalifornischen Kleinstadt Joshua Tree in einem Zimmer des Joshua Tree Inn Motels, das er zwei Tage zuvor bezogen hatte.
Zu einer Obduktion kam es nicht, da die Leiche, die zu seinem Stiefvater nach New Orleans überführt werden sollte, von seinem Manager Phil Kaufman auf dem Los Angeles International Airport gestohlen und am Cap Rock im Joshua-Tree-Nationalpark in der kalifornischen Mojave-Wüste verbrannt wurde. Angeblich erfüllte Kaufman damit den letzten Willen von Gram Parsons, der ein problematisches Verhältnis zu seiner Familie gehabt hatte.
Kaufman hatte unterschätzt, welche Mengen an Benzin man benötigt, um einen Leichnam zu verbrennen, sodass die Polizei nach der misslungenen Einäscherung am Cap Rock eine nur halb verbrannte Leiche vorfand und die Überreste dann nach New Orleans überführt wurden, wo sich heute das Grab von Gram Parsons findet. Da das kalifornische Recht den Diebstahl einer Leiche nicht regelte, wurde Kaufman lediglich für den Diebstahl des Sarges angeklagt.
Die grotesken Begleitumstände seines Todes nur wenige Wochen nach Vollendung von Grievous Angel machten Gram Parsons endgültig zu einer Legende. Die Geschichte vom Diebstahl des Sarges und seiner Verbrennung in der Wüste ist Thema des Spielfilms Grand Theft Parsons.

## Bedeutung
Posthum wurde Gram Parsons als sehr einflussreicher Künstler anerkannt, als einer der Begründer des Country-Rock und als Pate des Alternative Country. Einige Bands benannten sich nach seinem Werk – so z. B. The Grievous Angels oder die deutsche Band The Calico Bonnets (nach einer Zeile aus Return of the Grievous Angel); das Country-Duo Sweethearts of the Rodeo nahm sogar den Titel der von Parsons maßgeblich beeinflussten Byrds-Platte als Quelle für den Namen. Das schwedische Singer-Songwriter-Duo First Aid Kit besingt Gram Parsons neben Emmylou Harris, June Carter und Johnny Cash in dem Song Emmylou auf ihrem Album The Lion’s Roar. Das dazugehörige Video wurde am Cap Rock mit deutlichen Anspielungen auf die Umstände um Parsons’ Tod gedreht.
Der Rolling Stone listete Parsons 2010 auf Rang 87 der 100 größten Musiker aller Zeiten.

## Diskografie

### Alben
| Jahr | Titel                                                                                           | Label          | Anmerkungen                         |
| ---- | ----------------------------------------------------------------------------------------------- | -------------- | ----------------------------------- |
| 1968 | Sweetheart of the Rodeo (The Byrds)                                                             | Columbia       | Legacy Edition (2CDs) Sony/BMG 2003 |
| 1969 | The Gilded Palace of Sin (Flying Burrito Brothers)                                              | A&M            |                                     |
| 1970 | Burrito Deluxe (Flying Burrito Brothers)                                                        | A&M            |                                     |
| 1971 | Flying Burrito Brothers (Flying Burrito Brothers)                                               | A&M            |                                     |
| 1973 | GP                                                                                              | Reprise        |                                     |
| 1974 | Grievous Angel (UK: Gold)                                                                       | Reprise, A&M   |                                     |
| 1976 | Sleepless Nights (Gram Parsons & the Flying Burrito Brothers)                                   | A&M            |                                     |
| 1982 | Live 1973 (Gram Parsons & the Fallen Angels)                                                    | Rhino          |                                     |
| 1968 | Safe at Home (International Submarine Band)                                                     | A&M            |                                     |
| 2000 | Another Side of This Life: The Lost Recordings of Gram Parsons                                  | Sundazed       |                                     |
| 2001 | Sacred Hearts & Fallen Angels: The Gram Parsons Anthology                                       | Rhino          |                                     |
| 2006 | The Complete Reprise Sessions                                                                   | Rhino          |                                     |
| 2007 | Gram Parsons Archives Vol.1: Live at the Avalon Ballroom 1969 (mit The Flying Burrito Brothers) | Amoeba Records |                                     |

### Tributealbum
| Jahr | Titel                                                   | Label |  |
| ---- | ------------------------------------------------------- | ----- |  |
| 1999 | Return of the Grievous Angel: a tribute to Gram Parsons | Almo  |  |

## Film

### Spielfilm
- Grand Theft Parsons (USA/GB 2003, Regie: David Caffrey)

### Dokumentarfilm
- Fallen Angel: Gram Parsons (D/GB 2004, Regie: Gandulf Hennig)